# Guarianthe skinneri
La guaria morada o flor de candelaria (Guarianthe skinneri) es una especie de orquídea epífita nativa de los bosques húmedos de Centroamérica. Se distribuye desde buena parte de los bosques húmedos de Chiapas en México hasta Costa Rica y al oeste de Panamá
Es de color rosado-lila o morado claro para algunos. En México está considerada como una especie amenazada (A) por la NOM-059-SEMARNAT-2010. Su comercio internacional está regulado por CITES bajo el Apéndice II. Es la flor nacional de Costa Rica desde 1939. Es usada como ofrenda para festividades religiosas, entre otros.

## Descripción
Guarianthe skinneri es planta epífita que se desarrolla sobre árboles, raramente sobre rocas (rupícola), tienen pseudobulbos acanalados, estrechos en su base, de 25 a 30 cm y los pseudobulbos son normalmente bifoliados, de hojas disticas, que forman una planta péndula con formas de volantes e inflorescencias auxiliares uniflorales en las que la flor está boca arriba con un apéndice truncado hacia el labelo el que posee una apícula.
Sus flores son grandes y de pétalos anchos, tiene una hoja que sale del ápice del pseudobulbo. Producen tres o cinco flores, que duran de 1 a 4 semanas.
La abundante floración se extiende entre enero y marzo. Se le llama "guaria morada" en referencia con el color rosa-lila de sus flores y al nombre como fue conocida por los indígenas. En Guatemala es llamada "flor de Candelaria" ya que coincide su floración en la ciudad de Guatemala con la festividad de la Virgen de Candelaria el 2 de febrero y antiguamente se conocía como " flor de San Sebastián" a la forma alba, pues también coincide su período floral con el 20 de enero día de la fiesta de este santo.
Existe gran variedad en la coloración de las flores, desde las rosado lila en distintos tonos (suavissimas, suaves a roseas), hasta las albas (albinas), albescens (falsas albinas), y las alba-oculata (blancas con una mancha morada en la garganta del labio), también se describen las anulatas (flores lilas con anillo púrpura en el labelo), así como flores lila-azuladas (caerulescens).
Existe mucha confusión con Cattleya × guatemalensis. Sin embargo estas son plantas pertenecientes al híbrido natural entre G. skinneri y G. aurantiaca (Guarianthe x guatemalensis) con fenotipo similar a G. skinneri, pero con labelo algo lanceolado en vez de redondeado como en las skinneris puras.
También la especie ha sido ampliamente confundida con Guariathe patinii o deckeri, especie que habita en Costa Rica, Panamá, Colombia, Venezuela y Trinidad antiguamente también en Guatemala pero el cultivo de la caña de azúcar la acabó en dicho país, a altitudes no superiores a los 500 u 800 m s. n. m., de floración otoñal (por eso G. deckeri es también llamada Cattleya autumnalis), y con flores que se diferencian por tener el labelo púrpura, sin el característico color crema del labelo de G. skinneri. G. patinii no cohabita con G. skinneri excepto en Costa Rica, pero a diferente rango de alturas. Y debido a que G. patinii es de floración otoñal, no se conoce híbrido natural entre ambas. La especie conocida como Cattleya skinneri var atumnalis debe ser en todo momento considerada un sinónimo de G. patinii.

## Distribución
Habita principalmente de la zona pacífica de Centroamérica (México (Chiapas), Guatemala, El Salvador, Honduras, Nicaragua , Costa Rica y Panamá, en zonas montañosas de preferencia de bosques semicaducos, aunque también en bosques húmedos montanos, a elevaciones entre 700-800 m s. n. m. hasta 1200-1400 m s. n. m. La especie habita en la sierra madre desde Chiapas a Costa Rica y al oeste de Panamá.
En Costa Rica donde es la flor nacional, se solía encontrar en los tejados de las casas viejas y sobre los muros de adobe de las cercas cultivada como planta ornamental.

## Etimología
El nombre de Cattleya skinneri le fue dado en Inglaterra, por el botánico James Bateman en honor de su descubridor, George Ure Skinner, quien era un comerciante inglés radicado en Guatemala, que enviaba plantas de Centroamérica y del Sur de México a Europa.
Nombres comunes
- Costa Rica: guaria morada
- Guatemala: candelaria, flor de San Sebastián

Sinónimos
- Cattleya skinneri Bateman (1838)
- Cattleya laelioides Lem. (1852)
- Cattleya deckeri Klotzsch (1855)
- Epidendrum huegelianum Rchb.f. (1861)
- Cattleya pachecoi Ames & Correll (1943)

## Híbridos naturales
- Guarianthe × guatemalensis (T.Moore) W.E.Higgins 2004 - (Guarianthe aurantiaca × Guarianthe skinneri)